# 塔山野生動物重要棲息環境
塔山野生動物重要棲息環境位於中華民國嘉義縣阿里山鄉，是依《野生動物保育法》公告之野生動物重要棲息環境。本區原本為阿里山針闊葉樹林自然保護區，為林務局嘉義林區管理處阿里山事業區林班地。占地696.38公頃，海拔高度從1,450公尺至2,600公尺，其內包括造林地及原始林，為針闊葉混合林。區內佔大面積者為紅檜人工林，現存的天然林經齡級判斷，屬於原生林經砍伐後，經天然演替形成的次生林。
阿里山森林鐵路眠月線行經此區。範圍內另有農委會依《文化資產保存法》公告之阿里山台灣一葉蘭自然保留區。